# Edmonton–Strathcona (circonscription électorale provinciale)
Circonscription électorale provinciale du Canada
Edmonton-Strathcona est une circonscription électorale provinciale de l'Alberta (Canada), située au centre-sud d'Edmonton. Elle comprend le quartier historique de Strathcona.

## Liste des députés
| Années                    | Années          | Député                       | Parti politique           |
| Strathcona                | Strathcona      | Strathcona                   | Strathcona                |
| ------------------------- | --------------- | ---------------------------- | ------------------------- |
|                           | 1905 - 1909     | Alexander Cameron Rutherford | Libéral                   |
|                           | 1909 - 1913     | Alexander Cameron Rutherford | Libéral                   |
| Edmonton-Sud              |                 |                              |                           |
|                           | 1913 - 1917     | Herbert Crawford             | Progressiste-Conservateur |
|                           | 1917 - 1921     | Herbert Crawford             | Progressiste-Conservateur |
| Voir Edmonton 1921 - 1959 |                 |                              |                           |
| Strathcona-Centre         |                 |                              |                           |
|                           | 1959 - 1963     | Joseph Donovan Ross          | Créditiste                |
|                           | 1963 - 1967     | Joseph Donovan Ross          | Créditiste                |
|                           | 1967 - 1971     | Joseph Donovan Ross          | Créditiste                |
| Edmonton-Strathcona       |                 |                              |                           |
|                           | 1971 - 1975     | Julian Koziak                | Progressiste-Conservateur |
|                           | 1975 - 1979     | Julian Koziak                | Progressiste-Conservateur |
|                           | 1979 - 1982     | Julian Koziak                | Progressiste-Conservateur |
|                           | 1982 - 1986     | Julian Koziak                | Progressiste-Conservateur |
|                           | 1986 - 1989     | Gordon Wright                | Néo-démocrate             |
|                           | 1989 - 1990     | Gordon Wright                | Néo-démocrate             |
|                           | 1990 - 1993     | Barrie Chivers               | Néo-démocrate             |
|                           | 1993 - 1997     | Al Zariwny                   | Libéral                   |
|                           | 1997 - 2001     | Raj Pannu                    | Néo-démocrate             |
|                           | 2001 - 2004     | Raj Pannu                    | Néo-démocrate             |
|                           | 2004 - 2008     | Raj Pannu                    | Néo-démocrate             |
|                           | 2008 - 2012     | Rachel Notley                | Néo-démocrate             |
|                           | 2012 - 2015     | Rachel Notley                | Néo-démocrate             |
|                           | 2015 - 2019     | Rachel Notley                | Néo-démocrate             |
|                           | 2019 - 2023     | Rachel Notley                | Néo-démocrate             |
|                           | 2023 - 2024     | Rachel Notley                | Néo-démocrate             |
|                           | 2025 - en cours | Naheed Nenshi                | Néo-démocrate             |

## Résultats électoraux
| Parti | Parti                     | Candidat       | # de voix | % de voix | ± %      |
| ----- | ------------------------- | -------------- | --------- | --------- | -------- |
|       | Néo-démocrate             | Rachel Notley  | 13 597    | 82,42 %   | +19,82 % |
|       | Progressiste-Conservateur | Shelley Wegner | 2 242     | 13,59 %   | -6, 42 % |
|       | Libéral                   | Steve Kochan   | 659       | 3,99 %    | -0,42 %  |
| Total | Total                     | Total          | 16 498    | 100,00 %  |          |